# 宇田要之助
宇田 要之助（うだ ようのすけ、1911年5月6日 - 2006年6月14日）は、日本の洋画家。広島県福山市出身。

## 来歴
明治44年（1911年）5月6日、広島県沼隈郡水呑村（水呑町を経て現：福山市水呑町）に生まれる。
昭和初期、福山より同郷の彩美堂主人・土肥円修を尋ねて上京する。
本郷洋画研究所、太平洋美術学校、番衆義塾に学び、安井曾太郎に師事した。
新燈社展を始め、光風会展、白日会展、第一美術展、東光展、春陽展、二科展、第1回日展に入選する。
戦後は国展（国画会）及び埼玉県美術展に毎年出品し、それぞれ委員、審査員を務めた。
主に福島県の只見川に取材し、四季折々の自然に感じた生命感を、画面に形象化して制作した。
具象では中間色と伸びやかな筆使いによる詩情を得意とした。
1966年秋にフランスとイタリアに遊学する。パリやセーヌ川の風景を好んで描いた。
1970年、作品「春の詩」が週刊朝日ジャーナル9月6日号の表紙になる。
1972年と次年度、故郷福山の画廊にて個展を開催。
1973年広島県立美術館作品買上(萌芽)
1983年 現代抽象展（三越銀座ギャラリー）に国画会メンバーの高松健太郎、福留章太らと出品する。
1984年 国展審査員長
この頃から90年代まで、月刊「健康」(財団法人協栄生命健康事業団)の「絵のある随筆」の頁に、度々画文が掲載される。
また、伊勢丹浦和店7階アートホールでの埼玉代表作家展に毎年出品。
2001年6月23日〜7月8日、蕨市立歴史民俗資料館にて回顧展「季節の風景」開催。
2002年「埼玉ゆかりの芸術家」展（6月15日〜9月1日サトエ記念21世紀美術館）
2006年6月14日没（満95歳）。
2007年、第81回国展(国立新美術館)に「浅春」が物故会員として展示される。
作品は広島県立美術館、ふくやま美術館、福山誠之館、蕨市、サトエ記念21世紀美術館に収蔵されている。

## 顕彰
- 埼玉県文化ともしび賞
- 蕨市けやき文化賞
- 紺綬褒章